# Chad Lindberg
Chad Lindberg (Mount Vernon, 1º novembre 1976) è un attore statunitense.

## Biografia
Ha frequentato il Mount Vernon High School nella sua città natale Mount Vernon, nello stato di Washington. Iniziò la sua carriera di attore interpretando il ruolo di Rory in Black Circle Boys al Sundance Film Festival del 1997.
È in seguito apparso come guest star in diverse serie televisive, come E.R. - Medici in prima linea, Buffy l'ammazzavampiri e X-Files. Al cinema ha partecipato alle pellicole Cielo d'ottobre nel ruolo di Sherman O'Dell e Fast and Furious nel ruolo del meccanico Jesse.
Nel 2006 ha interpretato un ruolo in Punk Love, prodotto da Luca Callori di Vignale e Egidio Veronesi e diretto da Nick Lyon. Ha ottenuto popolarità apparendo nel revenge movie I Spit on Your Grave, remake di Non violentate Jennifer, film cult del 1978. Tra il 2006 e il 2007 ha interpretato il ruolo di Ash nella seconda stagione di Supernatural.

## Filmografia parziale

### Cinema
- Cielo d'ottobre (October Sky), regia di Joe Johnston (1999)
- Fast and Furious (The Fast and the Furious), regia di Rob Cohen (2001)
- Un sogno, una vittoria (The Rookie), regia di John Lee Hancock (2002)
- Adam & Eve (National Lampoon's Adam & Eve), regia di Jeff Kanew (2005)
- Punk Love, regia di Nick Lyon (2006)
- Oltre i binari (The Other Side of the Tracks), regia di Alejandro Daniel Calvo (2008)
- I Spit on Your Grave, regia di Steven R. Monroe (2010)
- Oltre la legge (Once Fallen), regia di Ash Adams (2010)
- Alex Cross - La memoria del killer (Alex Cross), regia di Rob Cohen (2012)
- Security, regia di Alain DesRochers (2017)
- Limbo, regia di Mark Young (2019)
- Quattro buone giornate (Four Good Days), regia di Rodrigo García (2020)

### Televisione
- Ai confini della realtà (The Twilight Zone) – serie TV, episodio 1x26 (1985)
- Buffy l'ammazzavampiri (Buffy the Vampire Slayer) – serie TV, episodio 1x08 (1997)
- E.R. - Medici in prima linea (ER) – serie TV, 2 episodi (1997)
- X-Files (The X-Files) – serie TV, episodio 5x09 (1998)
- Law & Order - Unità vittime speciali (Law & Order: Special Victims Unit) – serie TV, episodio 4x21 (2003)
- CSI: Scena del crimine (CSI: Crime Scene Investigation) – serie TV, episodio 3x11 (2003)
- Cold Case - Delitti irrisolti (Cold Case) – serie TV, episodio 2x04 (2004)
- CSI: NY – serie TV, 5 episodi (2005)
- The Inside – serie TV, episodio 1x11 (2005)
- Supernatural – serie TV, 5 episodi (2006-2010) – Ash
- Sons of Anarchy – serie TV, episodio 2x03 (2009)
- NCIS - Unità anticrimine – serie TV, episodi 8x22-16x01 (2011-2018)
- Criminal Minds – serie TV, episodio 6x19 (2011)
- The Cape – serie TV, episodio 1x06 (2011)
- Castle – serie TV, episodio 5x03 (2012)
- Weeds – serie TV, episodio 8x01 (2012)
- Major Crimes – serie TV, episodio 3x16 (2014)
- Agents of S.H.I.E.L.D. – serie TV, episodio 3x04 (2015)
- Sneaky Pete – serie TV, 2 episodi (2019)
- Star Trek: Picard – serie TV, episodi 3x02-3x04 (2023)

## Doppiatori italiani
Nelle versioni in italiano delle opere in cui ha recitato, Chad Lindberg è stato doppiato da:
- Corrado Conforti in Cielo d'ottobre, NCIS - Unità anticrimine, Supernatural (ep. 5x16)
- Marco Vivio in Buffy l'ammazzavampiri, CSI - Scena del crimine
- Emiliano Coltorti in CSI: NY, Castle
- Christian Iansante in Cold Case - Delitti irrisolti, Major Crimes
- Alessandro Quarta in Supernatural (st. 2), Security
- David Chevalier in Fast and Furious
- Stefano De Filippis in Adam & Eve
- Maurizio Merluzzo in Oltre i binari
- Simone Veltroni in I Spit on Your Grave
- Massimiliano Alto in X-Files
- Patrizio Cigliano in Law & Order - Unità vittime speciali
- Enrico Pallini in Criminal Minds
- Leonardo Graziano in Sneaky Pete